# NIOSH空气过滤等级
NIOSH空气过滤等级是指美国国家职业安全卫生研究所（NIOSH）发布的自吸过滤式呼吸器的分级标准。该分级标准依托于42 CFR 84认证，这是NIOSH于1995年6月2日颁布的呼吸防护用品标准认证。该分级分为N、R、P三个系列，分别代表不同的颗粒物滤过性。每个系列有三个等级。

## 系列

### N系列认证
- “非”（"N"）= 不耐石油的（not resistant to petroleum）
- N系列：可用来防护非油性颗粒物,对非油性颗粒物无使用时间限制
- 使用200mgNaCl的气溶胶测试

### R系列认证
- “耐”（"R"）= 有点耐石油（somewhat resistant to petroleum）
- R系列：可用来防护非油性及含油性颗粒物，对含油性颗粒物有使用时间的限制（8小时）
- 使用200mg鄰苯二甲酸二正辛酯（DOP）的气溶胶测试

### P系列认证
- “石油”（"P"）= 耐石油性强（strongly resistant to petroleum）
- P系列：可用来防护非油性及含油性颗粒物，对含油性颗粒物无使用时间
- 使用200mg鄰苯二甲酸二正辛酯（DOP）的气溶胶测试

## 等级
- 95等级：最低过滤效率≥95%
- 99等级：最低过滤效率≥99%
- 100等级：最低过滤效率≥99.97%

最常见的是N95口罩，这是美国疾病控制和预防中心(CDC)推荐的适用于大多数空气污染过滤装置的类型。这些过滤装置是用来密封紧嘴巴和鼻子，从而阻挡空气中95%的颗粒，包括PM2.5的大小。然而N95的口罩也会造成呼吸困难，其效能也会受此影响。NIOSH也建议根据使用者的年龄及身体状况进行不断的调整。

## 类似标准
一些其他国家也采用了类似NIOSH的标准等级：
- 中国（GB2626-2019）：测试和分级类似，有KN和KP两个系列，90/95/99三种效率。有额外的内漏标准，和欧洲FFP规定相似。
- 墨西哥（NOM-116-2009）：分级类似

## 与没有评级的普通外科口罩对比
普通外科口罩是医院手术室工作人员的标准口罩，经常被推荐给公众，以避免季节性流感。这些口罩没有NIOSH等级，是为了过滤掉相对较大的粒子，如痰液滴和头发。但世界卫生组织、美国医疗协会流行病学和美国传染病协会在风险较低的情况下也推荐普通的口罩。

## 使用时间
- 出于卫生以及呼吸阻力的考虑，NIOSH并不建议长期不更换呼吸器。